# GR-100.1
El GR-100.1, denominado Ruta Gijón - Puerto de Pajares, es un Sendero de Gran Recorrido alternativo al GR-100 (Ruta de la Vía de la Plata) en su tramo asturiano.
Este trazado había sido señalizado y homologado por parte de la Federación de Deportes de Montaña, Escalada y Senderismo del Principado de Asturias (FEMPA) en el año 2000 como GR-100, mientas que el GR-100.1 era otro trazado diferente denominado Vía de la Carisa. Pero en 2013, la Red de Cooperación de la Ruta de la Plata propuso a la FEMPA modificar el trazado del GR-100 para que pasase por la Vía de la Carisa, la primera y principal vía de comunicación romana de Asturias, que debe su nombre a Publio Carisio, el legado de Augusto, que ordenó su construcción. De acuerdo con la Federación Española de Deportes de Montaña y Escalada (FEDME), la FEMPA no tuvo inconveniente en modificar la signatura de ambos GR, pasando a ser el antiguo trazado del GR-100 el nuevo GR-100.1 

## Etapas
- Etapa 1: Gijón - Serín
- Etapa 2: Serín - Lugones
- Etapa 3: Lugones - Oviedo
- Etapa 4: Oviedo - Mieres
- Etapa 5: Mieres - Pola de Lena
- Etapa 6: Pola de Lena - Puente de los Fierros
- Etapa 7: Puente los Fierros - Puerto de Pajares